# PPG Place

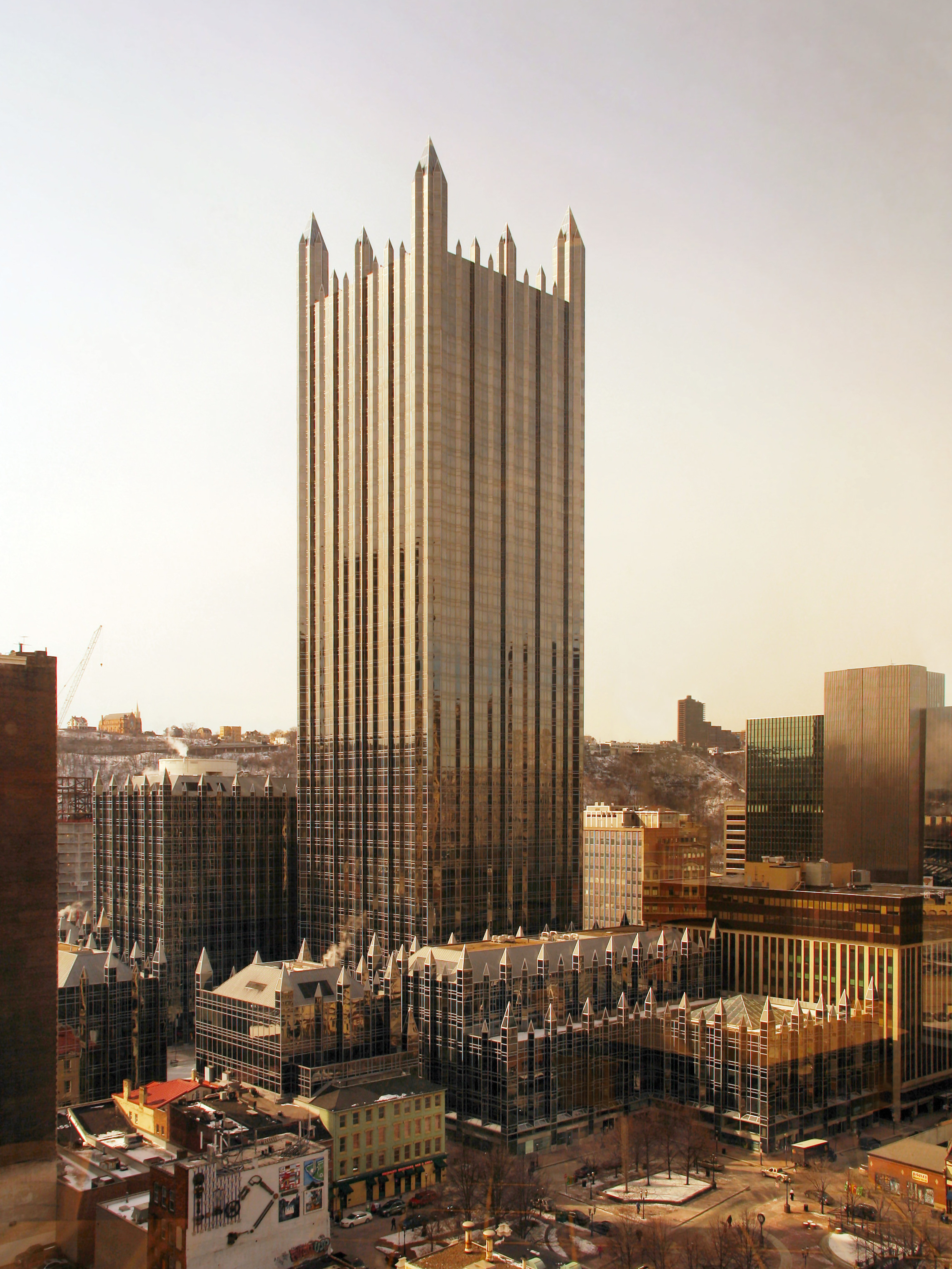
PPG Place

PPG Place ist ein 1984 erbauter Wolkenkratzer in Pittsburgh, USA. Er avancierte zu einem beliebten Touristenziel in Pittsburgh. Das 194 Meter hohe Gebäude wurde von Philip Johnson entworfen und gehört zur Pittsburgh Plate Glass Company. Die Architektur des PPG Place ist durch den Victoria Tower des Palace of Westminster geprägt.
Im Gebäude hat PPG Industries seinen Sitz.